# Käringtjärnen (Hedemora socken, Dalarna)
Käringtjärnen är en sjö i Hedemora kommun i Dalarna och ingår i Dalälvens huvudavrinningsområde.